# ژائو ژونگشیان
ژائو ژونگشیان (انگلیسی: Zhao Zhongxian؛ زادهٔ ۳۰ ژانویهٔ ۱۹۴۱) دانشمند در زمینه ابررسانایی دمابالا اهل Chinese است.